# ولستوو، مونته‌نگرو
ولستوو (به لاتین: Velestovo) یک منطقهٔ مسکونی در مونته‌نگرو است که در پایتخت سلطنتی قدیمی ستینجی واقع شده‌است. ولستوو ۱۷ نفر جمعیت دارد.